# Буле ле Дез Еглиз
Буле ле Дез Еглиз (фр. Boullay-les-Deux-Eglises) насеље је и општина у централној Француској у региону Центар (регион), у департману Ер и Лоар која припада префектури Дре.
По подацима из 2011. године у општини је живело 249 становника, а густина насељености је износила 18,02 становника/km². Општина се простире на површини од 13,82 km². Налази се на средњој надморској висини од 175 метара (максималној 188 m, а минималној 127 m).

## Демографија
| 1962. | 1968. | 1975. | 1982. | 1990. | 1999. | 2011. |
| ----- | ----- | ----- | ----- | ----- | ----- | ----- |
| 155   | 164   | 150   | 178   | 187   | 213   | 249   |

График промене броја становника у току последњих година